# Jean Alexandre Caffin
Pour les articles homonymes, voir Caffin.
Jean Alexandre Caffin, né le 13 mars 1751 à Doué-la-Fontaine, mort le 31 août 1828 à Saint-Léger-de-Montbrillais (Vienne), est un général de division de la Révolution française.

## États de service
Jean Alexandre Caffin est le fils de Jean Caffin, négociant, et de Marie Madeleine Grignon. Il entre en service en 1769, comme soldat au Régiment de Bourgogne cavalerie, et en 1772, il rejoint le régiment du Roi Infanterie, qu'il quitte en 1777. 
En juillet 1789, il est élu commandant de la garde nationale de Doué-la-Fontaine (Maine-et-Loire), puis il est nommé par le district de Saumur adjudant-général de la Légion du Midi le 20 juin 1792. 

### Guerre de Vendée
En 1793, il participe à la lutte contre les Vendéens, et le 2 juillet 1793, il est promu au grade de général de brigade. Il reçoit le commandement d’une des Colonnes infernales, chargée de dévaster les environs de Cholet, (Maulévrier, La Tessoualle, Saint-Laurent-sur-Sèvre, etc.). Il est nommé au grade de général de division le 24 avril 1794.
Le 23 janvier 1794, à Maulevrier et Yzernay, quatorze femmes et filles sont fusillées par la colonne du général CaffinLe 25 janvier 1794, à Saint-Pierre-des-Échaubrognes, quatorze femmes sont fusillées par la colonne Caffin il détruit le bourg des Echaubrognes : Pour le bien de la république, les Echaubrognes ne sont plus... Au moment où je t'écris, je fais fusiller quatorze femmes qui m'ont été dénoncées....
Le 26 janvier 1794, un de ses détachements détruit les métairies qui sont sur la route entre La Tessoualle et Saint-Laurent-sur-Sèvre. Il commence à incendier Maulévrier. Le 27 janvier 1794, il se dirige vers Saint-Laurent-sur-Sèvre puis apprenant que les "brigands" ne sont pas loin, il revient à Maulévrier, patrouille dans les landes de Genty et fouille l'entrée de la forêt de Vezins. Il fait incendier le bourg de Tout-le-Monde. Le 28 janvier 1794, il fait éclairer par des patrouilles les routes de Vezins et d'Argenton. Le 29 janvier 1794, il termine l'incendie de Maulévrier et d'Yzernay et part pour Saint-Laurent-sur-Sèvre. Le 30 janvier 1794, il fait incendier Yzernay, et part pour Saint-Laurent-sur-Sèvre où il arrive à 5 heures.
Le 1er février 1794, il est toujours à Saint-Laurent qu'il fait fouiller : J'ai fait conduire à Cholet trente deux femmes qui étaient dans le couvent je les ai adressées aux administrateurs du district qui en feront ce qu'ils voudront. J'ai trouvé une vingtaine d'hommes de reste que j'ai fait fusiller avant de partir. Si j'en trouve d'autres dans ma route, ils essuieront le même sort. Il incendie la ville et part à La Verrie où il arrive à 7 heures.
Le 2 février 1794, il fouille La Verrie. Le 3 février 1794, il annonce la présence de 4 000 "brigands" à La Gaubretière : ".... Je te préviens que j'irai demain matin avec ma colonne brûler ce bourg, tuer tout ce que j'y rencontrerai sans distinction, comme le repaire de tous les brigands. Je n'avais pas encore occupé un pays où je pusse rencontrer autant de mauvaises gens, tant hommes que femmes; aussi tout y passera par le fer et par le feu...."
Le 4 février 1794, Turreau lui donne l'ordre de rejoindre Cholet. Le 8 février 1794, lors de l'attaque de Stofflet sur Cholet il parvient à rallier les fuyards sur la route de Nantes et à les regrouper. Le 13 mai 1794, après la destitution de Turreau, il est nommé par le Comité de Salut Public Commandant de la 3e division de l'armée de l'Ouest avec son quartier général à Doué-la-Fontaine.
En 1796, il sert sous Hoche à l'armée des côtes de l'Océan, et le 14 octobre 1796, il est nommé à l'armée de Sambre-et-Meuse, mais il refuse le poste. Il est admis à la retraite en 1801.
Il occupe les fonctions de maire de Doué-la-Fontaine de 1804 à 1815.
Il meurt le 31 août 1828, à Saint-Léger-de-Montbrillais.

## Sources
- (en) « Generals Who Served in the French Army during the Period 1789 - 1814: Eberle to Exelmans »
- Thierry Pouliquen, « Les généraux français et étrangers ayant servis [sic] dans la Grande Armée » (consulté le 16 septembre 2013)
- Jean Alexandre Caffin  sur roglo.eu
- Jean-François Robinet, Adolphe Robert et Julien Le Chaplain, Dictionnaire historique et biographique de la révolution et de l'empire, 1789-1815, Libraire historique, 1899